# Newbiggin-by-the-Sea
Newbiggin-by-the-Sea è un paese di 6 308 abitanti della contea del Northumberland, in Inghilterra.